# Orta Nova (Wein)
Die Bezeichnung Orta Nova DOC steht für Rot- und Roséweine aus süditalienischen Gemeinde Orta Nova in der Provinz Foggia in der Region Apulien. Die Weine haben seit 1984 eine geschützte Herkunftsbezeichnung (Denominazione di origine controllata – DOC), deren letzte Aktualisierung am 7. März 2014 veröffentlicht wurde.

## Anbaugebiet
Das Anbaugebiet ist sehr klein. Der Anbau ist innerhalb der Provinz Foggia gestattet innerhalb der Gemeinde Orta Nova und Ordona sowie in Teilen der Gemeinden Ascoli Satriano, Carapelle, Foggia und Manfredonia.

## Erzeugung
Die Denomination Orta Nova DOC sieht folgende Weintypen vor:
- Orta Nova Rosso und Orta Nova Rosato: müssen aus der Rebsorte Sangiovese produziert werden. Höchstens 40 % Uva di Troia, Montepulciano, Lambrusco Maestri und/oder Trebbiano Toscano dürfen einzeln oder gemeinsam zugesetzt werden. In der Cuvée dürfen Lambrusco Maestri oder Trebbiano Toscano jeweils nicht mehr als zu 10 % vorkommen.

## Beschreibung
Laut Denomination (Auszug):

### Orta Nova Rosso
- Farbe: von rubinrot bis mit orangefarbenen Reflexen durch Reifung
- Geruch: weinig, angenehm
- Geschmack: trocken, harmonisch, körperreich, ausgewogenes Tannin
- Alkoholgehalt: mindestens 12,0 Vol.-%
- Säuregehalt: mind. 4,5 g/l
- Trockenextrakt: mind. 22,0 g/l

### Orta Nova Rosato
- Farbe: mehr oder weniger intensiv rosa
- Geruch: leicht weinig, angenehm
- Geschmack: trocken, angenehm. Der junge Wein schmeckt frisch.
- Alkoholgehalt: mindestens 11,5 Vol.-%
- Säuregehalt: mind. 4,5 g/l
- Trockenextrakt: mind. 17,0 g/l